# Setapius klapperichianus
Setapius klapperichianus är en insektsart som först beskrevs av Dlabola 1988.  Setapius klapperichianus ingår i släktet Setapius och familjen kilstritar.
Artens utbredningsområde är Jordan. Inga underarter finns listade i Catalogue of Life.